# Neyruz-sur-Moudon
Neyruz-sur-Moudon ([nɛʁ(ə) syʁ muˈdõ], toponimo francese, fino al 1953 Neyruz) è una frazione di 119 abitanti del comune svizzero di Montanaire, nel Canton Vaud (distretto del Gros-de-Vaud).

## Storia

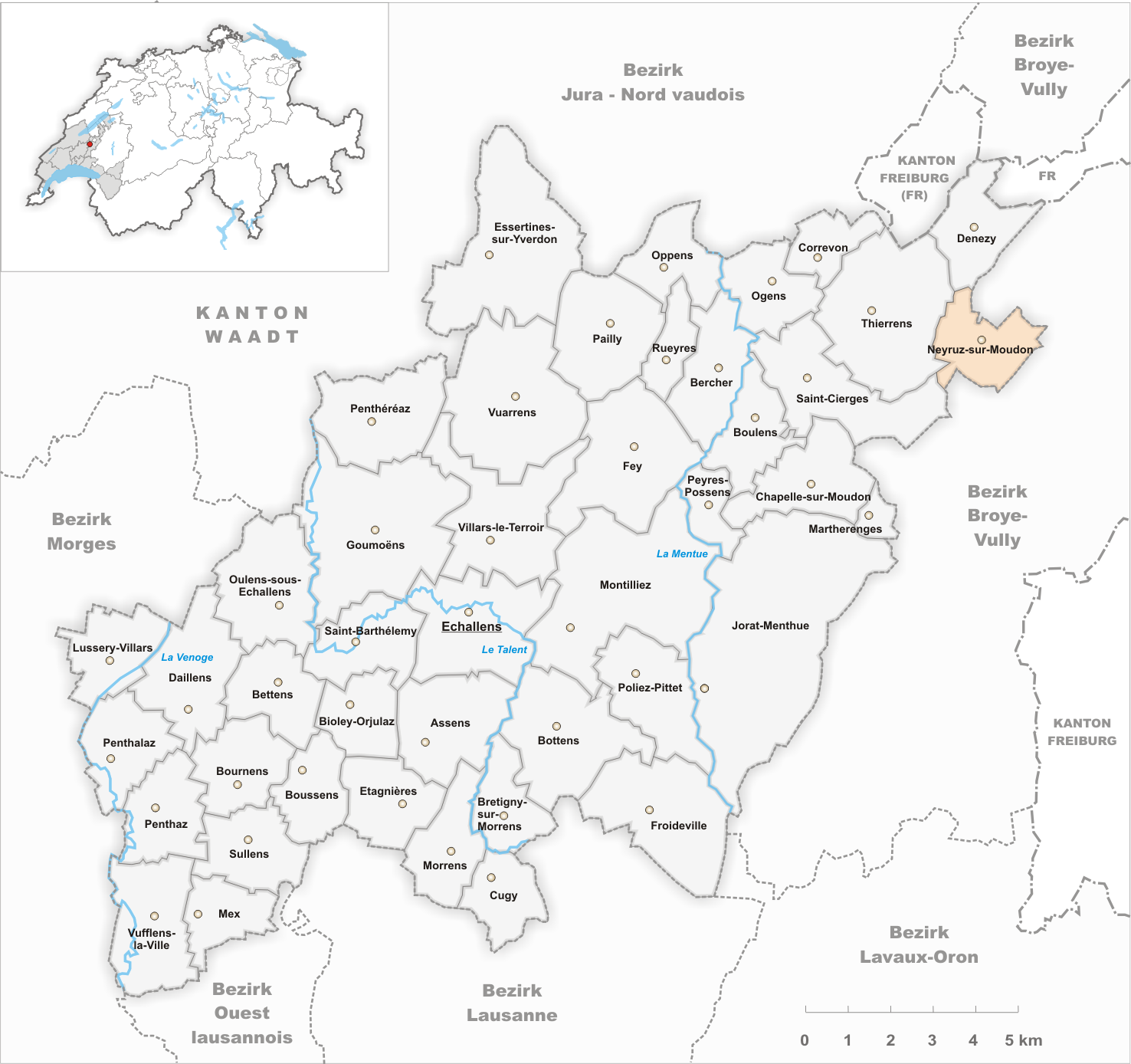
Il territorio del comune di Neyruz-sur-Moudon prima degli accorpamenti comunali del 2013

Già comune autonomo che si estendeva per 3,52 km² e che comprendeva anche le frazioni di La Praire, Le Moulin Tardy e Les Rutannes, nel 2013 è stato accorpato agli altri comuni soppressi di Chanéaz, Chapelle-sur-Moudon, Correvon, Denezy, Martherenges, Peyres-Possens, Saint-Cierges e Thierrens per formare il nuovo comune di Montanaire.

### Simboli
Lo stemma del comune era stato adottato nel 1920. I colori argento e rosso indicano l'appartenenza della città alla diocesi di Losanna. Gli scoiattoli (écureuil) si riferiscono al soprannome degli abitanti.

## Monumenti e luoghi d'interesse
- Chiesa riformata di Sant'Antonio, eretta nel 1765[1].

## Società

### Evoluzione demografica
L'evoluzione demografica è riportata nella seguente tabella:
Abitanti censiti

## Amministrazione
Ogni famiglia originaria del luogo fa parte del cosiddetto comune patriziale e ha la responsabilità della manutenzione di ogni bene ricadente all'interno dei confini della frazione.